# Pablo Lafuente
Pablo Lafuente (ur. 20 lutego 1985 w Buenos Aires) – argentyński szachista, arcymistrz od 2008 roku.

## Kariera szachowa
W latach 1995–2004 sześciokrotnie wystąpił w mistrzostwach świata juniorów w różnych kategoriach wiekowych. W finałach indywidualnych mistrzostw Argentyny uczestniczy od 2002, najlepsze miejsce w dotychczasowej karierze – czwarte – zajął w 2003. Normy na tytuł arcymistrza wypełnił w 2004 w Pinamarze (dz. I m. wspólnie z Johanem Hellstenem) i w Loji (I m. w mistrzostwach państw panamerykańskich juniorów do lat 20) oraz w 2006 w otwartym turnieju w Benasque, jednakże tytuł otrzymał 1 lipca 2008, po przekroczeniu granicy 2500 punktów rankingowych.
Do innych indywidualnych sukcesów Pablo Lafuente należą:
- dz. I m. w turniejach Torre Blanca w Buenos Aires – czterokrotnie (1999, 2000, 2001, 2002)
- I m. w Mar del Placie (2004),
- IV m. w Las Condes (2005, turniej strefowy, za Diego Floresem, Rodrigo Vásquezem i Alfredo Giaccio),
- I m. w Cullerze (2006),
- dz. I m. w Villa Martelli (2007, wspólnie z Andresem Rodriguezem Vilą),
- dz. II m. w La Lagunie (2008, za Olegiem Korniejewem, wspólnie z m.in. Piotrem Bobrasem),
- dz. I m. w Barcelonie (2008, wspólnie z Mateuszem Bartlem, Diego Di Berardino i Josepem Omsem Pallise),
- dz. I m. w Deizisau (2010, wspólnie z Davidem Miedema(inne języki)).

W 2010 reprezentował Argentynę na szachowej olimpiadzie.
Najwyższy ranking w dotychczasowej karierze osiągnął 1 maja 2010, z wynikiem 2587 punktów zajmował wówczas 5. miejsce wśród argentyńskich szachistów.